# آوینیونه-لوراگه
آوینیونه-لوراگه (به فرانسوی: Avignonet-Lauragais) یک کمون در فرانسه است که در canton of Villefranche-de-Lauragais واقع شده‌است. آوینیونه-لوراگه ۴۰٫۶۶ کیلومتر مربع مساحت دارد ۲۱۵ متر بالاتر از سطح دریا واقع شده‌است.